# اندیس عباس‌آباد (سنگ تزئینی)
عباس آباد (سنگ تزئینی) یک اندیس مصالح ساختمانی است که در حوالی شهر کبودان استان اصفهان قرار دارد و مادهٔ معدنی موجود در آن، سنگ تزئینی است.  